# Біогенетичний закон
Біогенети́чний зако́н (грец. βίος — життя і грец. γένεσις — походження) — твердження, що онтогенез кожної особини є коротке і швидке повторення філогенезу. Сформульований німецькими зоологами Мюллером і Геккелем у 1860-х роках. Пізніше розкритикований як такий, що суперечить цілому ряду фактів ембріології.

## Загальний опис
Закон біогенетичний (Е. Геккеля та Ф. Мюллера) (англ. biogenetic law Hekkel and Muller, нім. Biogenetische Grundregel E. Haeckel und Muller, рос. закон биогенетический Э. Геккеля и Ф. Мюллера) — організм (особина) в індивідуальному розвитку (онтогенезі) повторює (в скороченому і закономірно зміненому вигляді) історичний (еволюційний) розвиток свого виду (філогенез). Закон справедливий лише в загальних рисах, оскільки немає жодної стадії розвитку, протягом якої зародок повністю повторював би будову якогось із своїх предків.
Прикладів такого повторення (рекапітуляції) існує дуже багато. Так, зародки ссавців (в тому числі і людини), птахів і рептилій протягом перших днів або тижнів розвитку мають рибоподібну форму і зяброві борозни; у шеститижневого зародка коня на кінцівках є по три пальці; у молодих качконосів є зуби багатогорбкового типу; черепашки амонітів у процесі індивідуального розвитку мають швові лінії, характерні для предкових форм; перші листки у папоротеподібних розгалужені дихотомічно, як у первісних наземних рослин.
Подібне явище помічене ще К. М. Бером і Ч. Дарвіном, але найдокладніше описане Ф. Мюллером і Е. Геккелем. Проте зародок або молодий індивід в процесі свого розвитку не може повторити всі минулі етапи розвитку предків. У зв'язку з цим біогенетичний закон іноді називають біогенетичним правилом. Спроби зовсім відкинути існування біогенетичного закону суперечать реальній дійсності. Біогенетичний закон є одним з доказів поступового розвитку організмів від найпростіших до найскладніших.
Пізніше Олексій Сєверцов та його учні розробили таку класифікацію онтогенетичних явищ:
- палінгенез — ознаки повторення організації предків;
- ценогенез — ембріональні адаптації;
- гетеротопія — зміщення органів за місцем закладання;
- гетерохронія — зміщення органів у часі закладання;
- філембріогенез — новоутворення у зародків, які пов'язані з адаптацією дорослих організмів.